# Peter Segal
Peter Segal (n. 1962) este un regizor, actor și scenarist american.

## Filmografie
- Naked Gun 33⅓: The Final Insult (1994)
- Tommy Boy (1995)
- My Fellow Americans (1996)
- Nutty Professor II: The Klumps (2000)
- Al naibii tratament! (2003)
- 50 First Dates (2004)
- The Longest Yard (2005)
- Get Smart (2008)
- Grudge Match (2013)